# هرکسی می‌داند (ترانه دیکسی چیکس)
«هرکسی می‌داند» (به انگلیسی: Everybody Knows) تک‌آهنگی از دیکسی چیکس است که در سال ۲۰۰۶ میلادی منتشر شد. این تک‌آهنگ در آلبوم پیمودن راه دراز قرار داشت.